# Craspedosis casta
Craspedosis casta là một loài bướm đêm trong họ Geometridae.